# Arboretum de Cataluña
El Arboretum de Cataluña (en catalán: Arboretum de Catalunya) es un arboretum de unos 38 000 m² de extensión situado en Cabrils (Maresme) en la comunidad de Cataluña, España.

## Localización
El arboreto se encuentra situado en l'Avinguda esportiva, 13-17. Cabrils (Maresme).
En el arboretum se pueden organizar visitas guiadas y talleres para alumnos de los cursos 3º y 4º de la ESO.
Actualmente se encuentra cerrado por problemas de gestión.

## Colecciones
Con una superficie de 38 000 m², en este espacio se pueden contemplar todos los árboles autóctonos de Cataluña, así como muchas de las especies naturalizadas y algunas de cultivares.